# Wuling Xingchi
La Wuling Xingchi (in cinese: 五菱星驰) è una autovettura prodotta dal 2022 dalla SAIC-GM-Wuling attraverso la casa automobilistica cinese
Wuling Motors.

## Descrizione
La Xingchi al lancio è disponibile con due motorizzazioni a benzina da 1,5 litri a quattro cilindri in linea: un aspirato che produce una potenza massima di 73 kW e un consumo di carburante di 6,43 l/100 km abbinato a una trasmissione manuale o CVT; un turbo con una potenza massima di 108 kW e una coppia di 250 Nm, che scatta da 0 a 100 km/h in 8,7 secondi.
L'interno del Wuling Xingchi è dotato di uno schermo di centrale da 10,25 pollici e di un quadro strumenti posto dietro il volante da 3,5 pollici.